# مسیح پادشاه

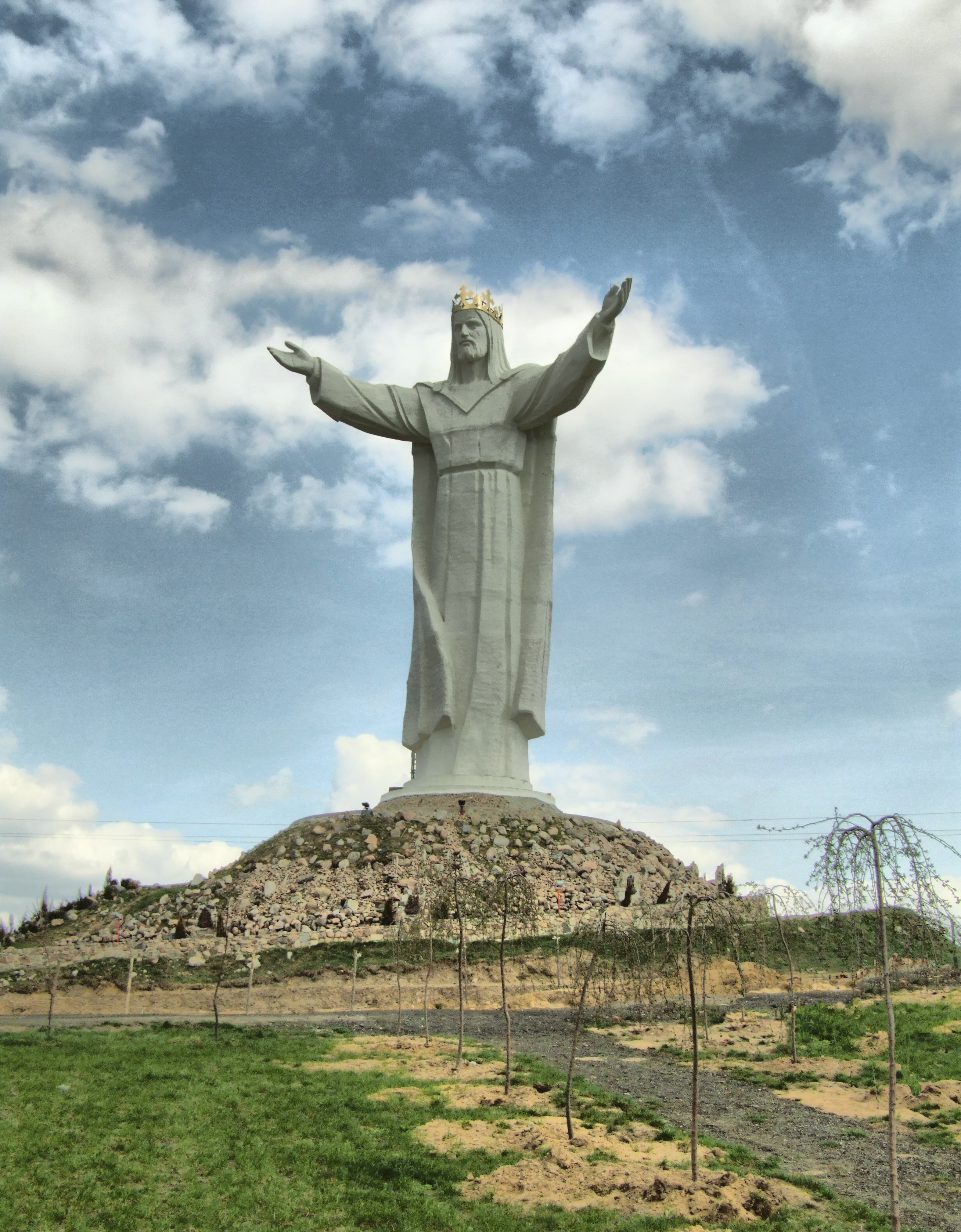
عیسی پادشاه مجسمه

مجسمه مسیح پادشاه (English :Christ the King) (Polish: Pomnik Chrystusa Króla)، در شهر سویبودزین در غرب لهستان واقع شده‌است. کار ساخت این مجسمه در ۶ نوامبر ۲۰۱۰ به پایان رسید، بدنه مجسمه ۳۳ متر (۱۰۸ فوت) ارتفاع دارد و تاج آن به تنهایی ۳ متر (9.8 ft) ارتفاع دارد. ارتفاع مجسمه با احتساب تپه‌ای که بر آن قرار دارد می‌شود ۵۲٫۵ متر (172 ft) و وزن آن ۴۴۰ تن هست. این مجسمه ۳ متر از مجسمه مسیح منجی در ریودوجانیرو برزیل که ۳۰٫۱ متر ارتفاع دارد بلندتر هست. ساخت این مجسمه ۵ سال زمان برده و حدود ۱٫۵ میلیون دلار هزینه ساخت این مجسمه بوده‌است، که از کمک‌های مالی ۲۱٬۰۰۰ ساکن این شهر تأمین شده‌است. این پروژه عظیم توسط یک کشیش بازنشسته لهستانی به نام سیلوستر ساواتزکی رهبری و هدایت شده‌است. در حال حاضر این مجسمه، بلندترین مجسمه ساخته شده از عیسی مسیح در جهان می‌باشد.